# Rillettes
Les rillettes sont une préparation culinaire de viande de porc ou de volaille (oie, poulet, canard) ou de poisson (saumon, thon, cabillaud, maquereau etc.), voire de crustacé (crabe par exemple), cuite longuement à feu doux dans la graisse. Ensuite, les filaments de chair se détachent facilement et forment des « rillettes ». En refroidissant, la graisse remonte.
Popularisées par la ville du Mans, à partir du début du XXe siècle, les rillettes au porc ont en fait pour origine, et ce dès le XVe siècle, la Touraine, seule région à bénéficier d'une indication géographique protégée pour ce mets, à savoir les rillettes de Tours.

## Description, préparation et utilisation

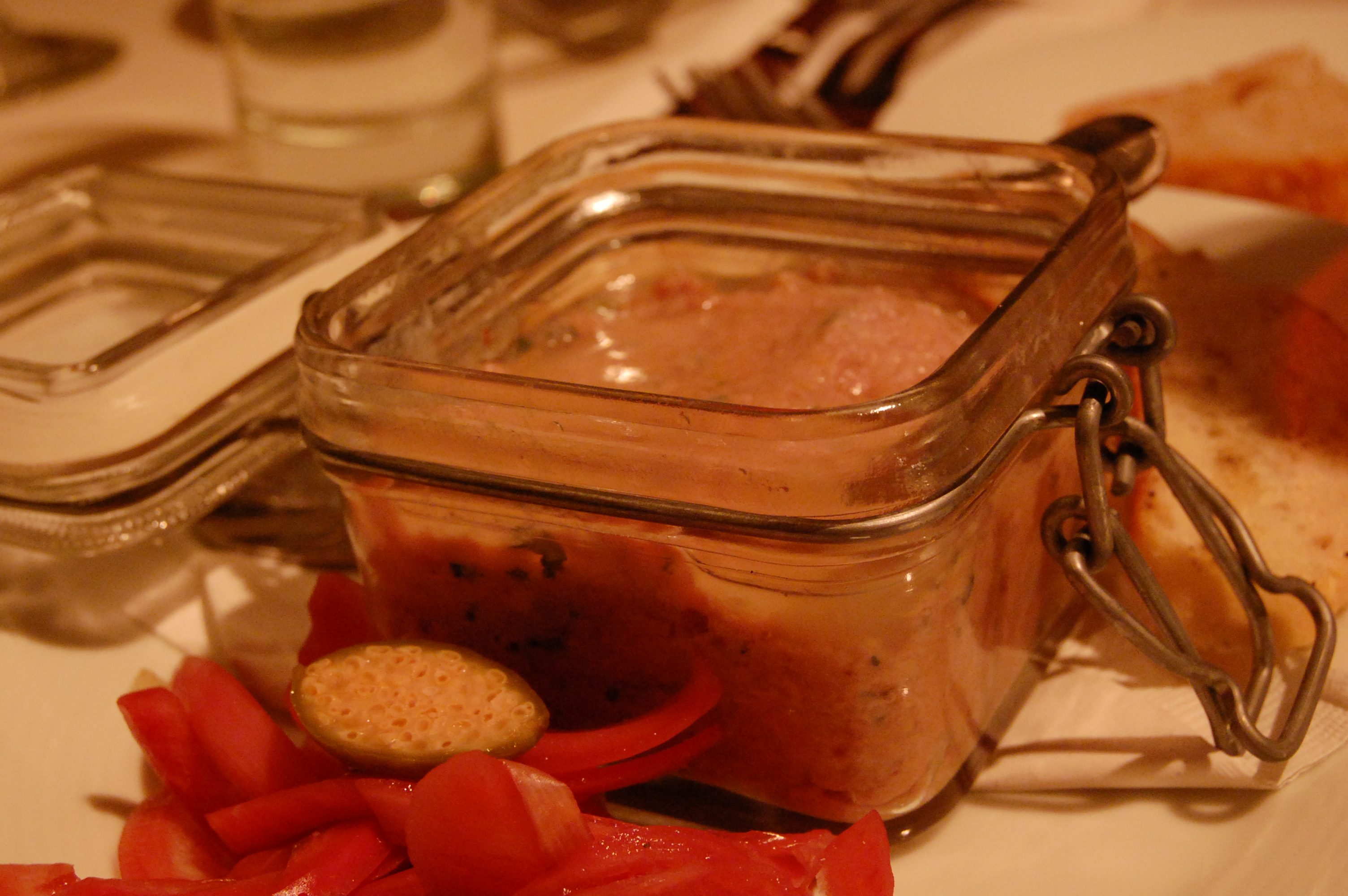
Rillettes en pot.

Il s'agit de viande, le plus souvent de porc, cuite longuement dans sa graisse, écrasée à la main ou à la machine, assaisonnée à l'origine uniquement avec du sel et du poivre ; à certaines recettes locales — surtout modernes — sont ajoutés des aromates, des épices et éventuellement du vin et autres alcools, des condiments et des arômes.
Pratiques et faciles à tartiner, les rillettes se consomment souvent en sandwich. Elles sont vendues en pot avec une fine couche de graisse en surface, ou à la coupe en charcuterie. En dehors des rillettes de porc, il existe aussi les rillettes de canard, les rillettes de lapin, les rillettes d'oie, les rillettes de poulet rôti et même des rillettes de gibier ou de poisson, rillettes de saumon, rillettes de thon, rillettes de truite fumée ou noix de Saint-Jacques.

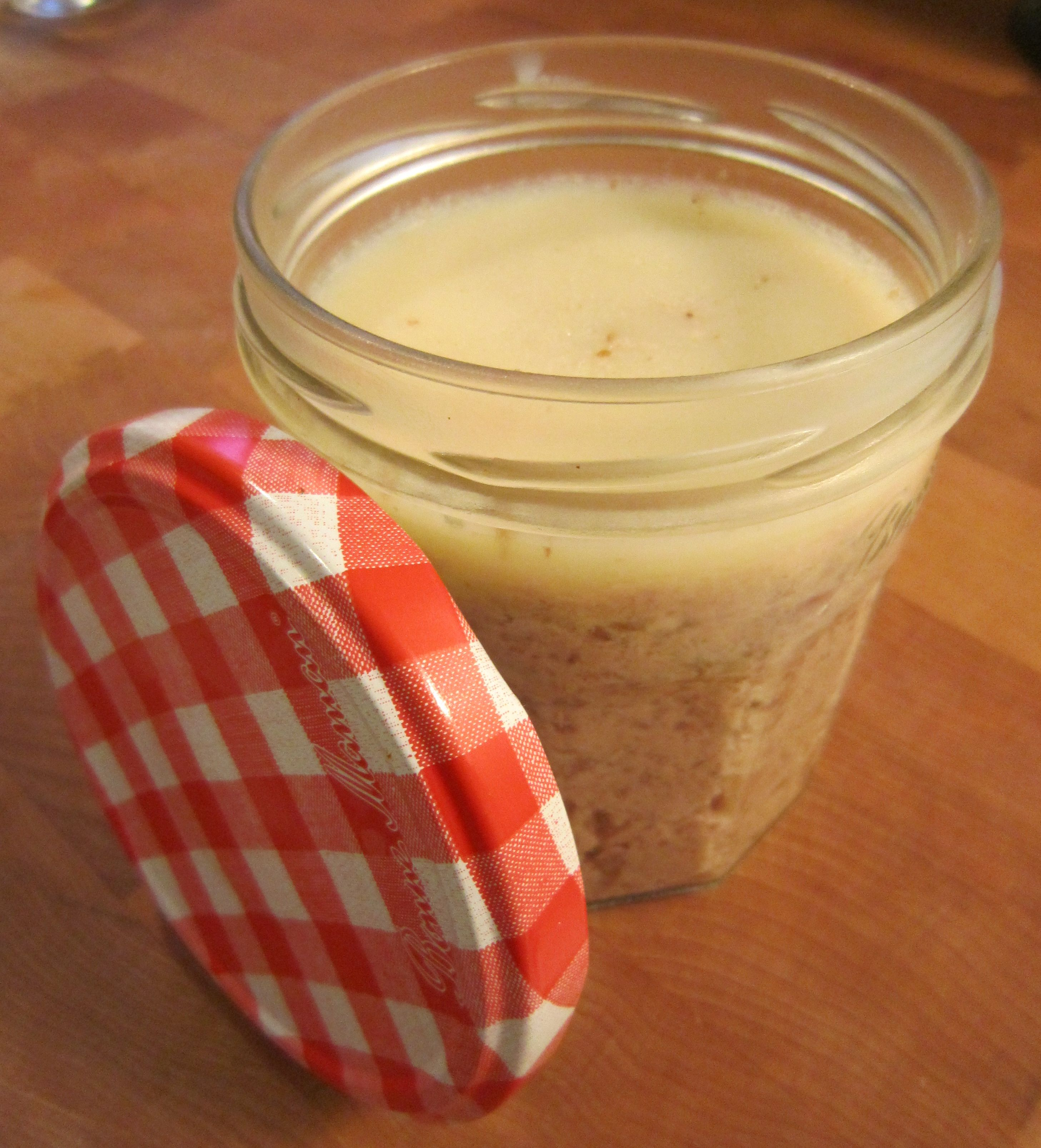
Rillettes de canard.
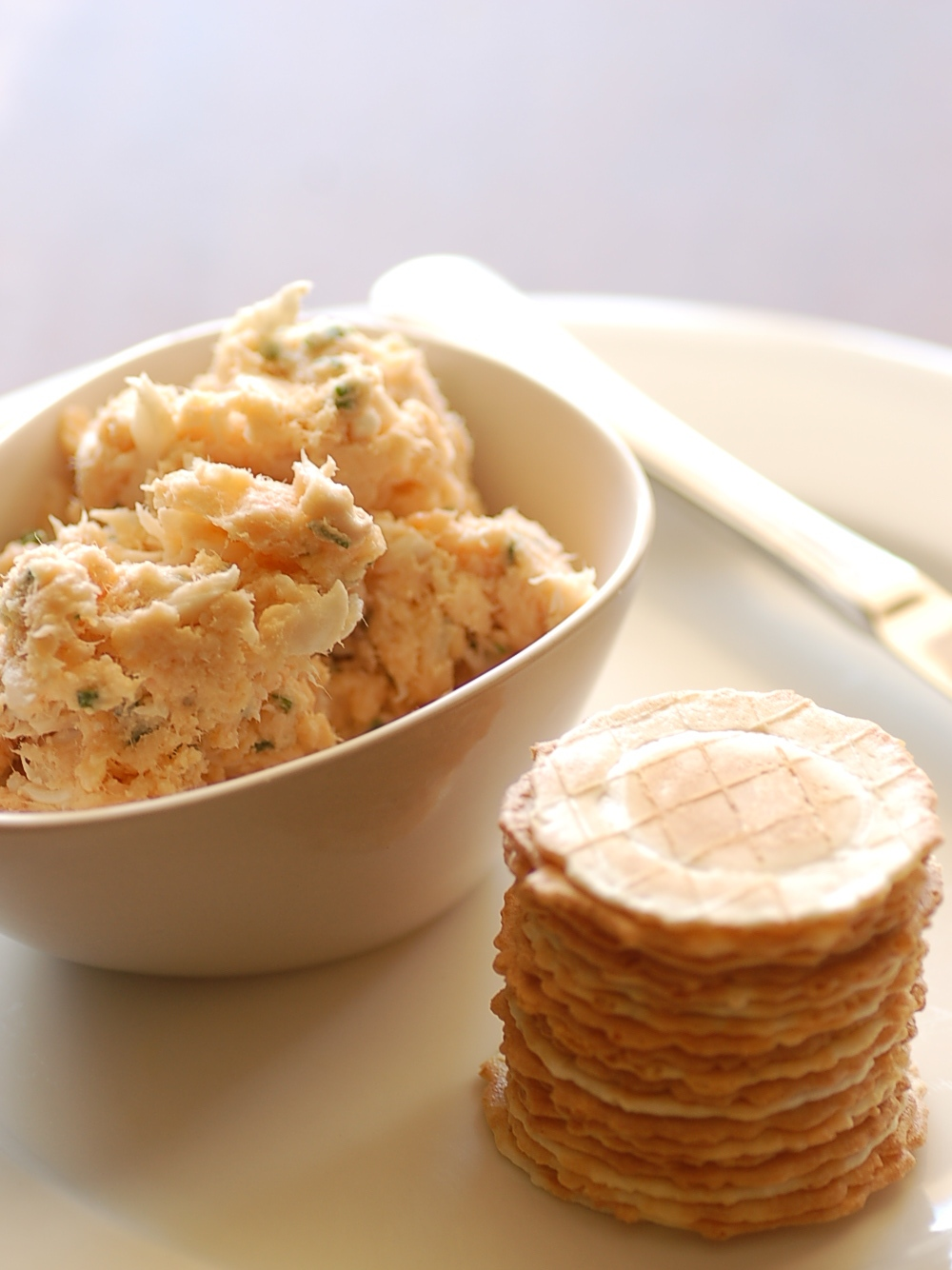
Rillettes de truite fumée.
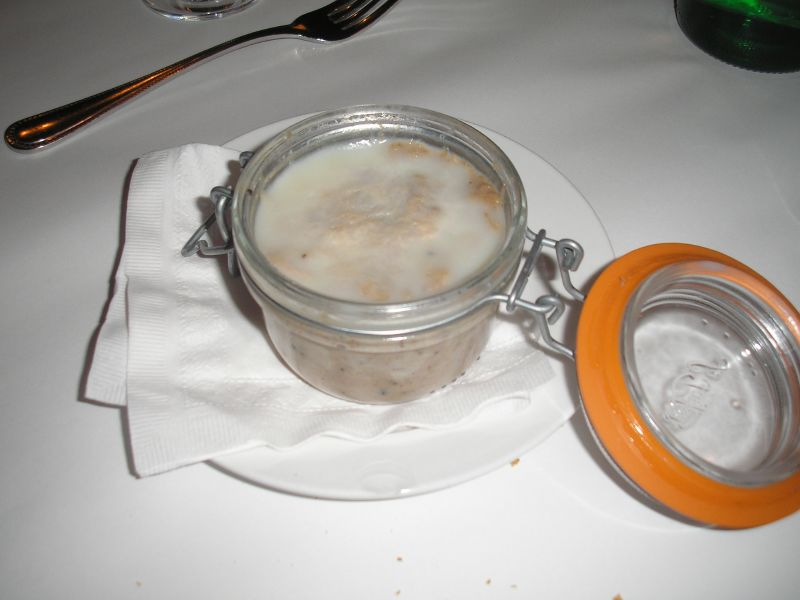
Rillettes du Mans.
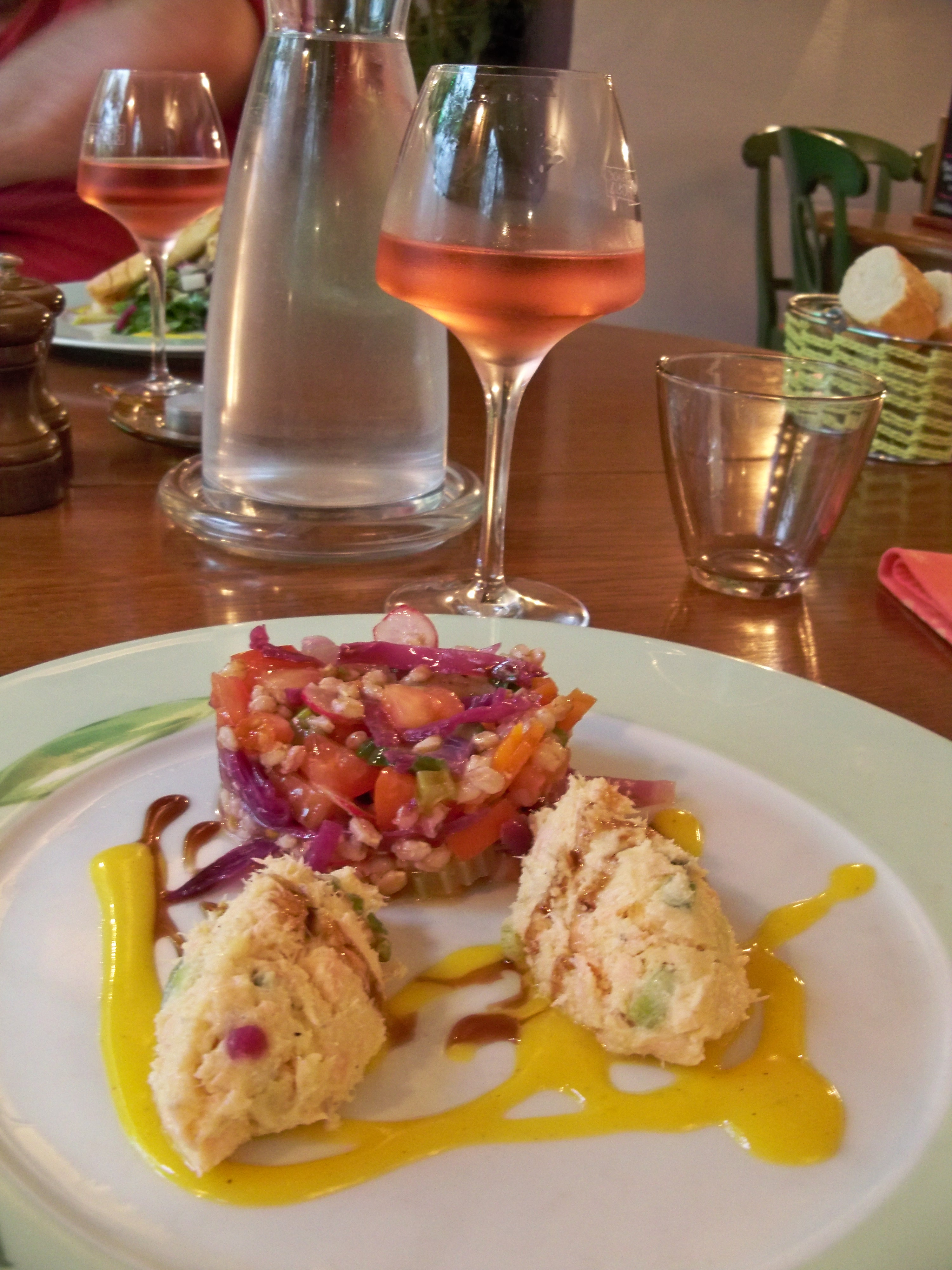
Rillettes de saumon.

## Histoire

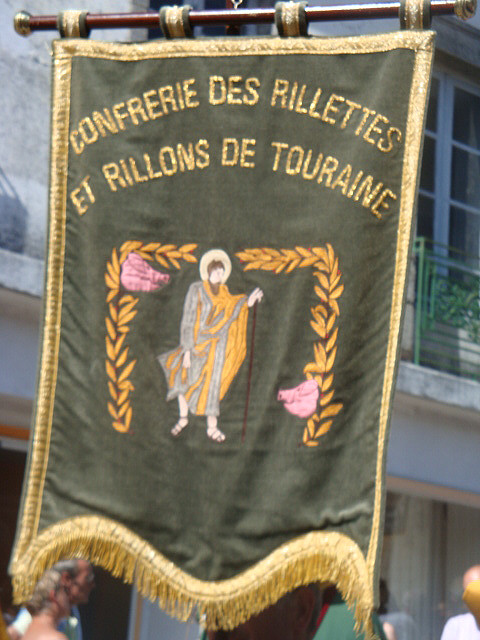
Confrérie des rillettes et des rillons de Touraine.

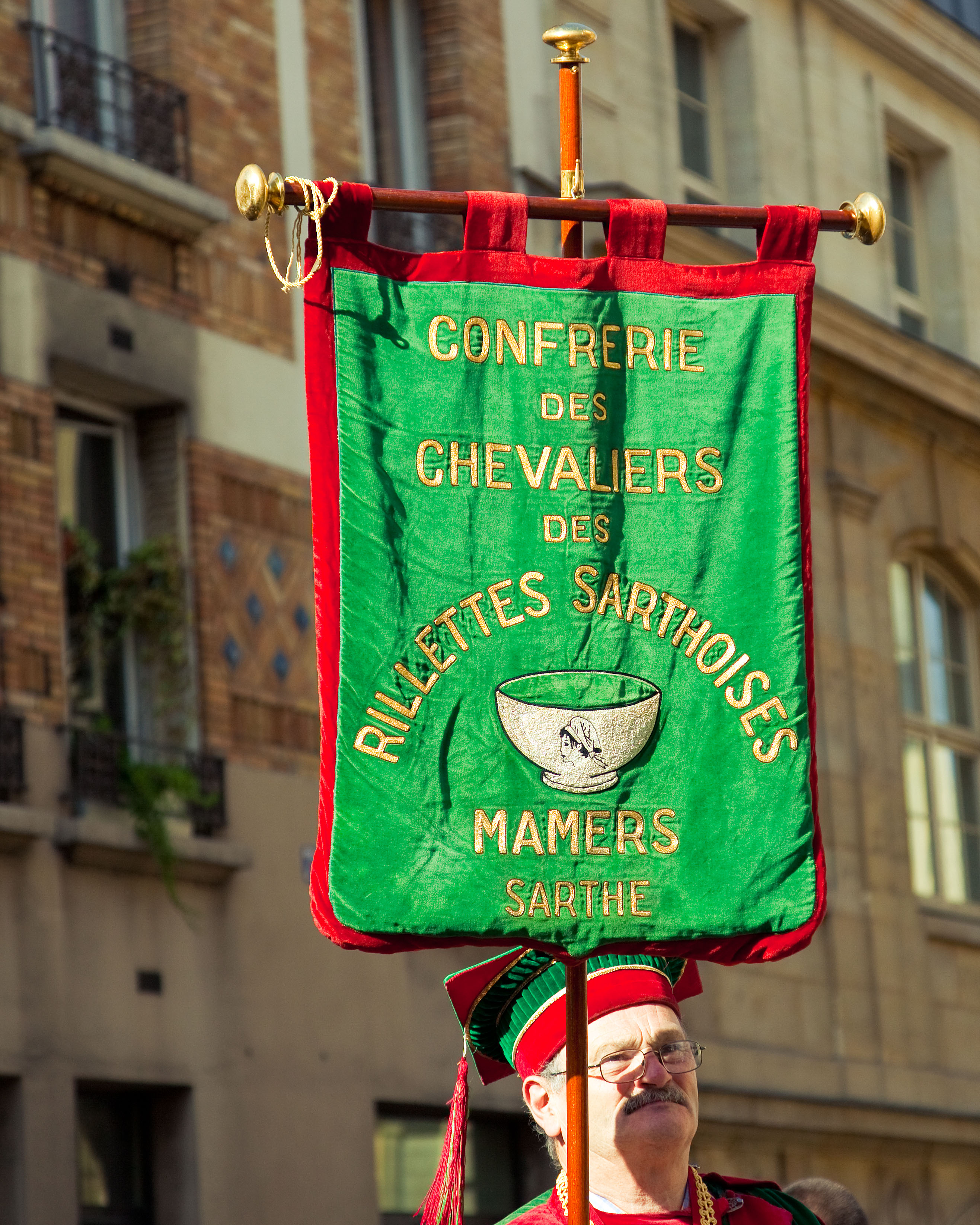
Confrérie des chevaliers des rillettes sarthoises.

Nées au XVe siècle en Touraine, dans l'actuel département d'Indre-et-Loire (l'origine étymologique du terme, rille, est tourangelle, en outre Rabelais parle de la « brune confiture de cochon », et Balzac exaltera encore les rillettes de Tours dans Le Lys dans la vallée, en 1836, Proust fait également référence à la réputation des rillettes de Tours dans la Recherche du temps perdu).
Ces rillettes, restées très localisées au Maine et à la Touraine, conquièrent le marché parisien grâce à l’arrivée du chemin de fer en Sarthe au milieu du XIXe siècle. Vers les années 1910, un charcutier de Connerré, Albert Lhuissier, profite des arrêts du train Paris-Brest dans la gare de sa commune, pour proposer des casse-croûtes aux rillettes du Mans (dont la préparation plus grasse et filandreuse est une adaptation de celle originale tourangelle où la viande est moins hachée) aux mécaniciens puis aux passagers, avant de leur proposer d'emporter des bocaux à déguster chez soi. Il va très vite, par son sens des affaires, faire de la commune la capitale des rillettes sarthoises. En 1922, Jules Bordeau et Anna Marie-Louise Chesnel profitent également de leur gare d'Yvré-l'Évêque nouvellement desservie par la ligne Paris-Brest, pour faire la promotion de leur produit.
Chaque année[Depuis quand ?] voit se dérouler le concours des meilleures rillettes de Tours, sous les auspices de la confrérie des rillettes et rillons de Touraine, installée à Luynes, auquel fait pendant le concours des meilleures rillettes sarthoises qui a lieu annuellement en mars à Mamers (organisé par la confrérie des Chevaliers des rillettes sarthoises).
Les rillettes du Mans ont fait l’objet d’une demande d’IGP ; le dossier avance difficilement. Depuis le 15 novembre 2013, les rillettes de Tours bénéficient, seules, de l'indication géographique protégée (IGP), par décision européenne, qui reconnaît formellement à la Touraine la paternité du mets et de sa tradition de fabrication.

## Variantes
- Rillons (Touraine, Maine) ou rillauds (Anjou) : préparés à partir de cubes de viande de porc découennée (parures de gorge, panne et poitrine) et de gras, cuits à feu doux. Traditionnellement, les rillons étaient cuits en même temps que les rillettes et séparés à la fin de la cuisson. Maintenant ils sont plus souvent cuits à part dans de la graisse de porc seule, et s'apparentent désormais plus au confit de porc.
- Rillettes comtoises : fabriquées avec des viandes légèrement fumées.
- Grillon ou grillons : spécialité régionale du Sud-Ouest (Charentes, Périgord, Limousin), proche des rillettes mais composé de plus gros morceaux et assaisonné de divers aromates supplémentaires (ail, poivre…). Le grillon charentais a été doté d'une charte de qualité en 1998.
- Grattons : constitués d'un mélange sensiblement égal de gras durs en cubes et de morceaux de porc maigre (épaule, longe), traités éventuellement en salaison. Puis le mélange cuit dans un récipient ouvert avant d'être égoutté.
- Frittons : spécialités du Sud-Ouest (Guyenne, Languedoc), composés de fragments solides résultant de la fonte des gras (bardière, panne, ratis) ainsi que de têtes de porc, rognons et cœur cuits dans la graisse de porc, ou de canard (synonyme de « grattons »).
- Chichons, graisserons : spécialités du Sud-Ouest (Pays basque, Landes et Béarn), où gras et maigre de porc, d'oie ou de canard hachés cuisent dans la graisse servant à cuisiner le confit. L'addition d'ail est fréquente.
- Cretons : rillettes du Québec composées de porc haché, d'oignons et de chapelure auxquelles on ajoute, selon les recettes, du clou de girofle, de la cannelle, du poivre et de la moutarde. Les cretons sont majoritairement consommés le matin au déjeuner.

## Conservation
Les rillettes, préparées en fin d'automne, permettaient de conserver de la viande, en réduisant le risque de corruption pendant les longs mois d'hiver. Elles cuisaient pendant 7 ou 8 heures, puis étaient conservées dans des jarres en grès que l'on finissait de remplir avec une couche de saindoux de 3 ou 4 cm. On les conservait ainsi plusieurs mois, voire une année dans une cave. Cette méthode de préparation et de conservation assurait l'innocuité partielle du produit. Tous les germes étaient tués à la cuisson à l'exception des bactéries sporulées. La couche de saindoux protectrice empêchait l'oxydation.

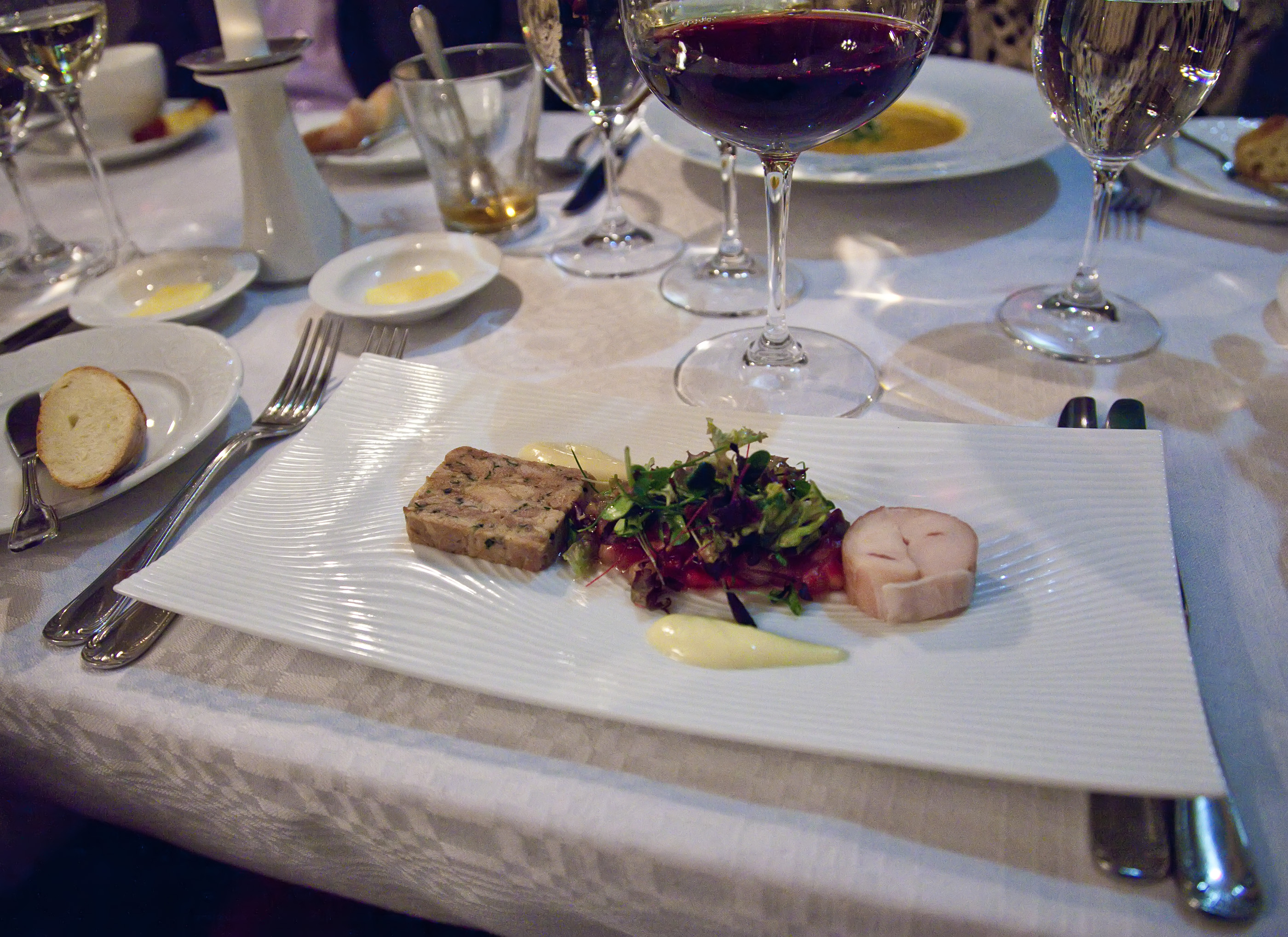
Rillettes de cuisse de chapon.
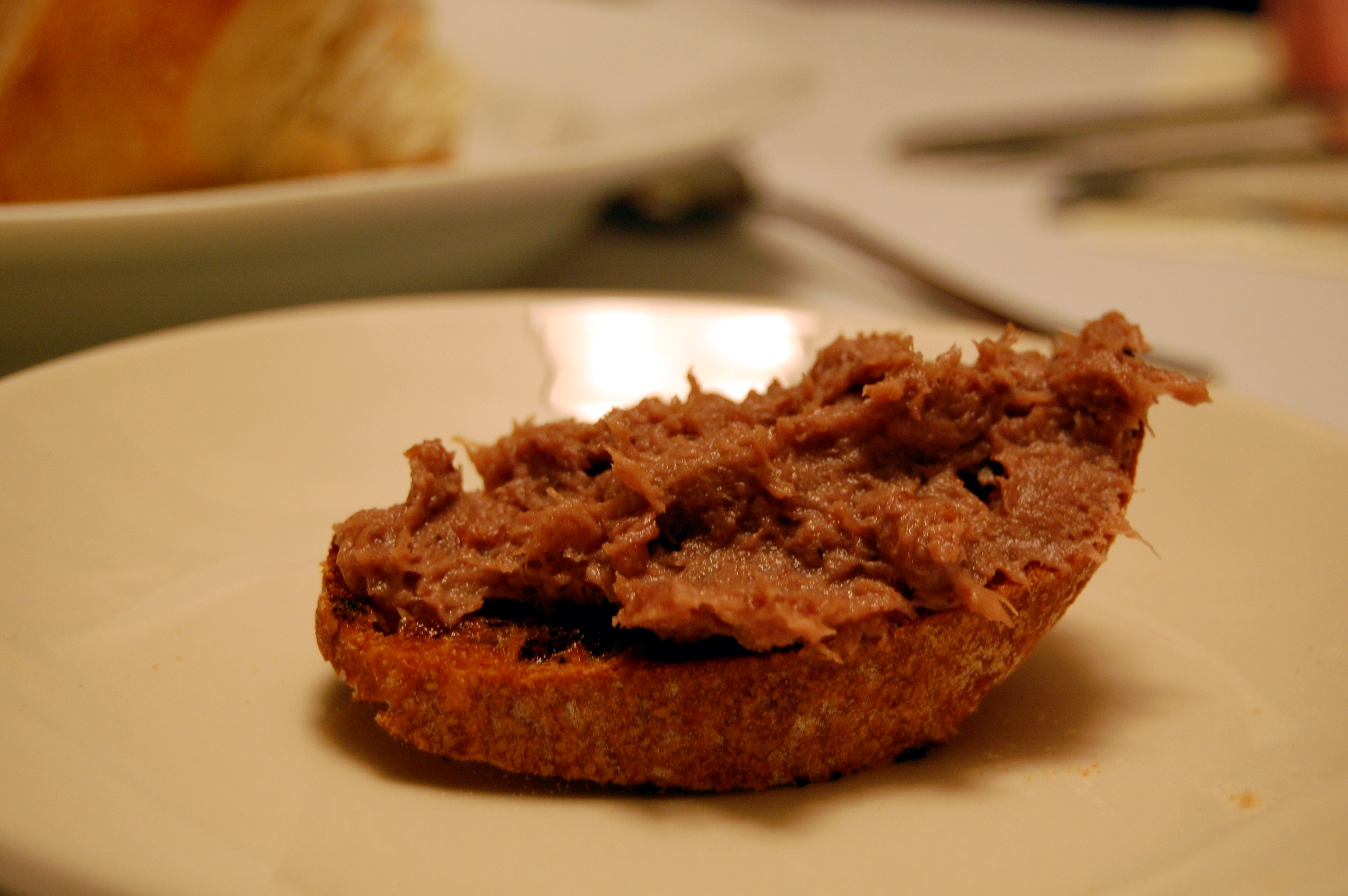
Rillettes de langue de veau.
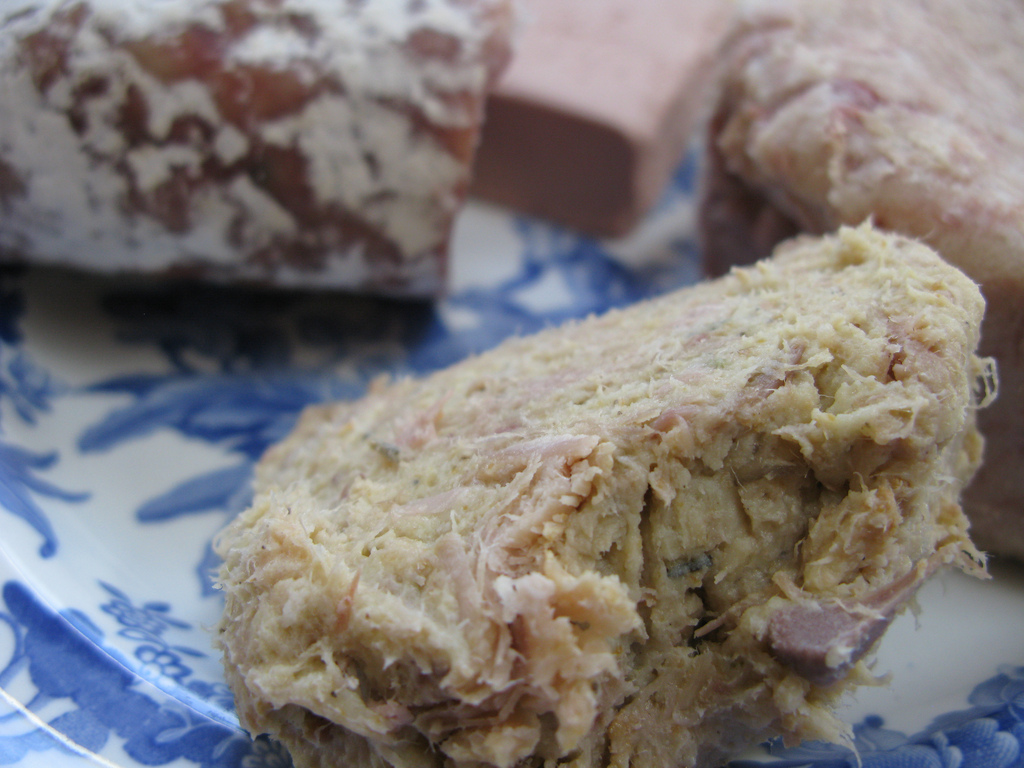
Rillettes de lapin.
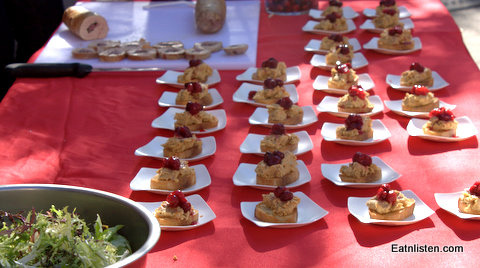
Rillettes de poulet.
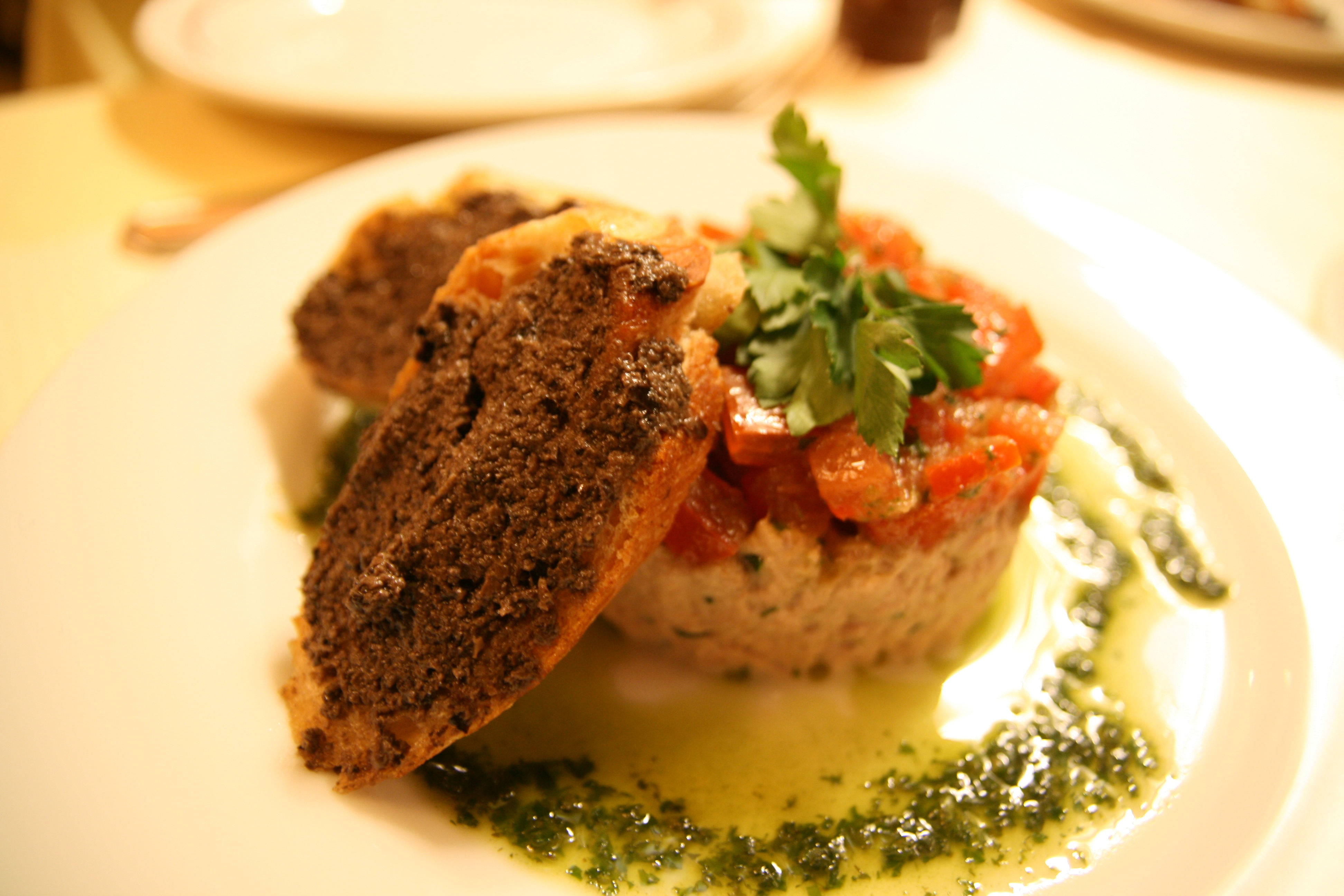
Rillettes de thon.

Les rillettes industrielles sont cuites de 4 à 10 heures et on leur ajoute divers additifs destinés à assurer leur conservation (sel nitré, salpêtre).